# 工賊

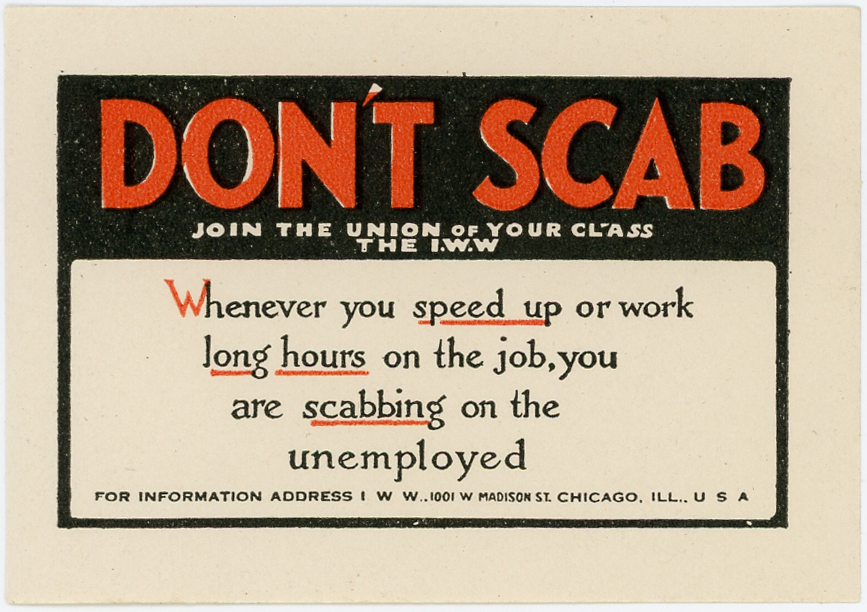
世界产业工人联盟的贴纸“不要当工贼”

工賊（英語：strikebreaker），指在罷工活動中不參與罷工，而是進行工作的勞工。大致上有兩種，第一種是工賊通常是在工會開始組織罷工活動時，或是在罷工進行中時，才由公司僱用進來。第二種是原先的聘員，但不參與罷工，照常工作，也會被稱為工賊。
在工人運動中，某些成員為私利，被對立的僱主以金錢或其他利益收買，或受到僱主脅迫，出賣工人階級利益。工賊破壞工業行動的一致性，將罷工等行動威力分化。
故“工賊”指的是一種行為，不管行為者有心無心，不管立意點為何，不管是被迫介入或主動介入，一旦介入後其行為符合上述工賊的行為定義，就可稱為“工賊”。而其作用主要是資方用以讓公司可以繼續運作，並使罷工活動失敗。在美國，這種狀況發生的頻率會比其他工業化的國家還來的高。

## 國際法規
國際勞工組織（ILO）的任何公約都沒有明確提及罷工權利；但是國際勞工組織的結社自由委員會通過持續的裁決確立了罷工權原則。在現行的各項人權條約中，只有經濟、社會及文化權利國際公約中記載著關於保護罷工權的條款。 但是在歐盟1961年社會憲章條約中，也允許每個簽署國能夠刪減罷工權。
然而，國際勞工組織的結社自由委員會和其他國際勞工組織機構都已經將國際勞工組織的所有核心公約都解釋為保護罷工權利作為結社自由的一個基本要素。國際勞工組織曾裁定：「罷工權是第87號公約所保護之結社權的內在必然結果。」
國際勞工組織還認為，雖然企業在罷工期間暫時找人代替罷工者不違反國際勞工組織協議，但罷工者將遭受重大風險，這還將工會自由置於「嚴重危險之中」。
歐盟1961年社會憲章是第一個明確保護罷工權的國際協議。然而，歐盟的歐洲共同體勞工社會基本權共同憲章也允許歐盟成員國規範罷工權。

## 各國法規

### 亞洲
- 日本勞動法明確的規範了無論是公司或工會勞資爭議的談判條件。法律高度規範勞資關係，確保勞工能夠和平的與通路衝突（英语：Channel conflict）進行集體談判、調解和仲裁，且禁止罷工破壞。[8]
- 南韓禁止雇用工賊，儘管這種做法在韓國社會上仍然普遍。[9]

### 歐洲
在大多數的歐洲國家中，工賊是非常罕見的，因此在大多歐洲國家的勞動相關法條中很少被提及到，因此通常都交由歐盟成員國各自決定自己的決策。
- 德國制定了強力保護工人權利的就業法條，但是工會和罷工權起初並不受法規的約束。但是德國聯邦最高勞工法院和德國聯邦憲法法院發布了大量的判決，進而從根本上的規範了工會能夠進行的活動，包括罷工。工會可能根本不會進行罷工，但仍保留幾乎無限的罷工權力。也因為廣泛設立了工會，處理了大多數的勞資糾紛，進一步降低了罷工的可能性。德國又制定全面的聯邦勞動關係法條，規定罷工、停工和罷工破壞的相關細則[10]。
- 英國的法律允許罷工破壞活動，法院大幅限制了工會以懲罰那些參與罷工者成員[11]。

### 北美洲
- 加拿大有聯邦勞資關係法，嚴格規範罷工破壞者的聘用。儘管許多加拿大國內的工會現在主張加強監管，但學者們指出，加拿大的勞資關係法對工會成員和罷工權的保護，遠遠超過對加拿大勞資關係發展產生重大影響的美國勞動法規[12]。在魁北克，使用破壞者是非法的[13]，但公司可能會試著在只有管理幹部的狀態下維持運作。
- 墨西哥有聯邦勞工法，要求公司在罷工期間停止運作，有效的防止使用破壞者[2]。
- 在美國最高法院於1938年所宣判的NLRB v. Mackay Radio & Telegraph Co.（英语：NLRB v. Mackay Radio & Telegraph Co.）罷工案（案件編號：304 U.S. 333），認為雇主可以永久解雇並聘用替代者，但在勞動職缺且為勞工能力所能勝任時，亦能申請復職。這項裁決變相鼓勵雇主僱用破壞分子，使得工會在罷工結束時會失去工作場所的背後支援[14]。麥凱地方法院（Mackay Court）還認為，聘請員工的單位擁有不受限制的權利，能使罷工者的職位被永久取代[15]。

### 引用
1. ↑  Norwood, Strikebreaking and Intimidation, 2002.
2. 1 2 3 4  Human Rights Watch, Unfair Advantage: Workers' Freedom of Association in the United States Under International Human Rights Standards, 2000.
3. ↑  ILO principles concerning the right to strike （页面存档备份，存于） 2000 ISBN 92-2-111627-1
4. ↑  International Covenant on Economic, Social and Cultural Rights, Article 8 (4).
5. 1 2  International Labour Organization, Freedom of Association and Collective Bargaining: General Survey of the Reports... 1994.
6. ↑  Committee on Freedom of Association, Digest of Decisions of the Committee on Freedom of Association, 2006.
7. 1 2  Maastricht Treaty on European Union, Protocol and Agreement on Social Policy, February 7, 1992, 31 LL.M. 247, paragraph 13 under "Freedom of association and collective bargaining."
8. ↑  Sugeno and Kanowitz, Japanese Employment and Labor Law, 2002; Dau-Schmidt, "Labor Law and Industrial Peace: A Comparative Analysis of the United States, the United Kingdom, Germany, and Japan Under the Bargaining Model," Tulane Journal of International & Comparative Law, 2000.
9. ↑  Parry, "Labour Law Draws Roar of Rage From Asian Tiger," The Independent, January 18, 1997.
10. ↑  Körner, "German Labor Law in Transition," German Law Journal, April 2005; Westfall and Thusing, "Strikes and Lockouts in Germany and Under Federal Legislation in the United States: A Comparative Analysis," Boston College International & Comparative Law Review, 1999.
11. ↑  Ewing, "Laws Against Strikes Revisited," in Future of Labour Law, 2004.
12. ↑  Logan, "How 'Anti-Union' Laws Saved Canadian Labour: Certification and Striker Replacements in Post-War Industrial Relations," Relations Industrielles/Industrial Relations, January 2002.
13. ↑  Quebec Labour Code Section 109.1
14. ↑  Getman and Kohler, "The Story of NLRB v. Mackay Radio & Telegraph Co.," in Labor Law Stories, 2005, pp. 49-50.
15. ↑  Getman and Kohler, "The Story of NLRB v. Mackay Radio & Telegraph Co.," in Labor Law Stories, 2005, p. 13.